# 2025 na música
A seguir estão listados eventos notáveis e lançamentos ocorridos em 2025 na música.

## Eventos
Principais eventos relacionados à música que ocorreram em 2025.

### Fevereiro

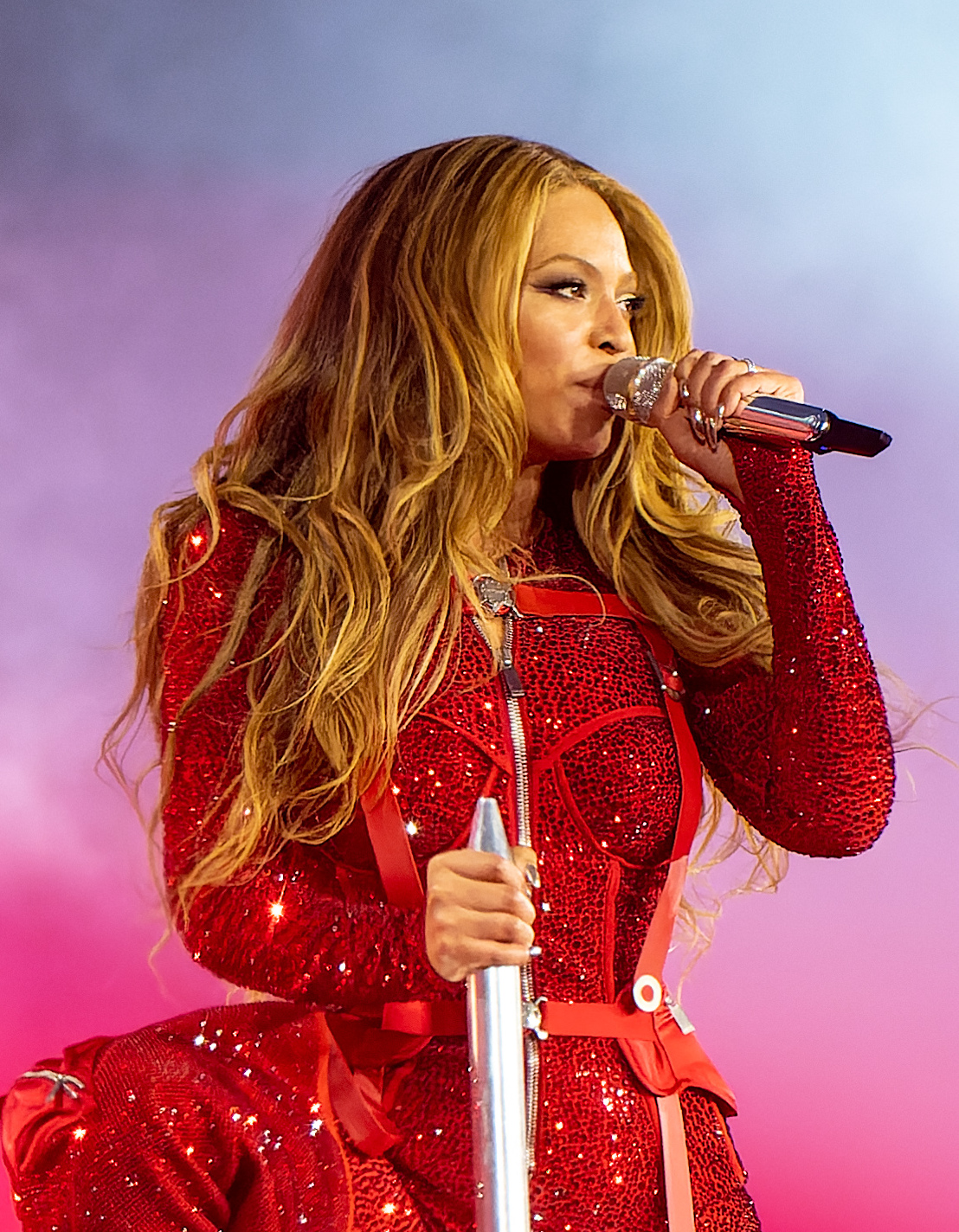
Beyoncé recebeu um total de 11 indicações na edição de 2025 do Grammy Awards, tornando-se a artista feminina mais indicada na história da premiação. Ela superou Lauryn Hill, que recebeu 10 indicações no Grammy de 1999. Beyoncé venceu três prêmios na noite.

- 2 de fevereiro – a 67ª edição do Grammy Awards aconteceu na Crypto.com Arena, em Los Angeles.[1] Kendrick Lamar foi o maior premiado desta edição, levando cinco prêmios na noite, incluindo as duas categorias principais em que concorria: Gravação do Ano e Canção do Ano com a canção "Not Like Us".[2] Beyoncé recebeu o Grammy de Álbum do Ano pela primeira vez com seu álbum Cowboy Carter, após bater o recorde de 99 indicações no total na história da premiação.[3] Chappell Roan venceu na categoria de Artista Revelação.[4]
- 9 de fevereiro – Kendrick Lamar se apresentou no show do intervalo do Super Bowl 2025.[5]
- 23 a 28 de fevereiro – foi realizada a 64ª edição do Festival Internacional da Canção de Viña del Mar.[6]

### Março

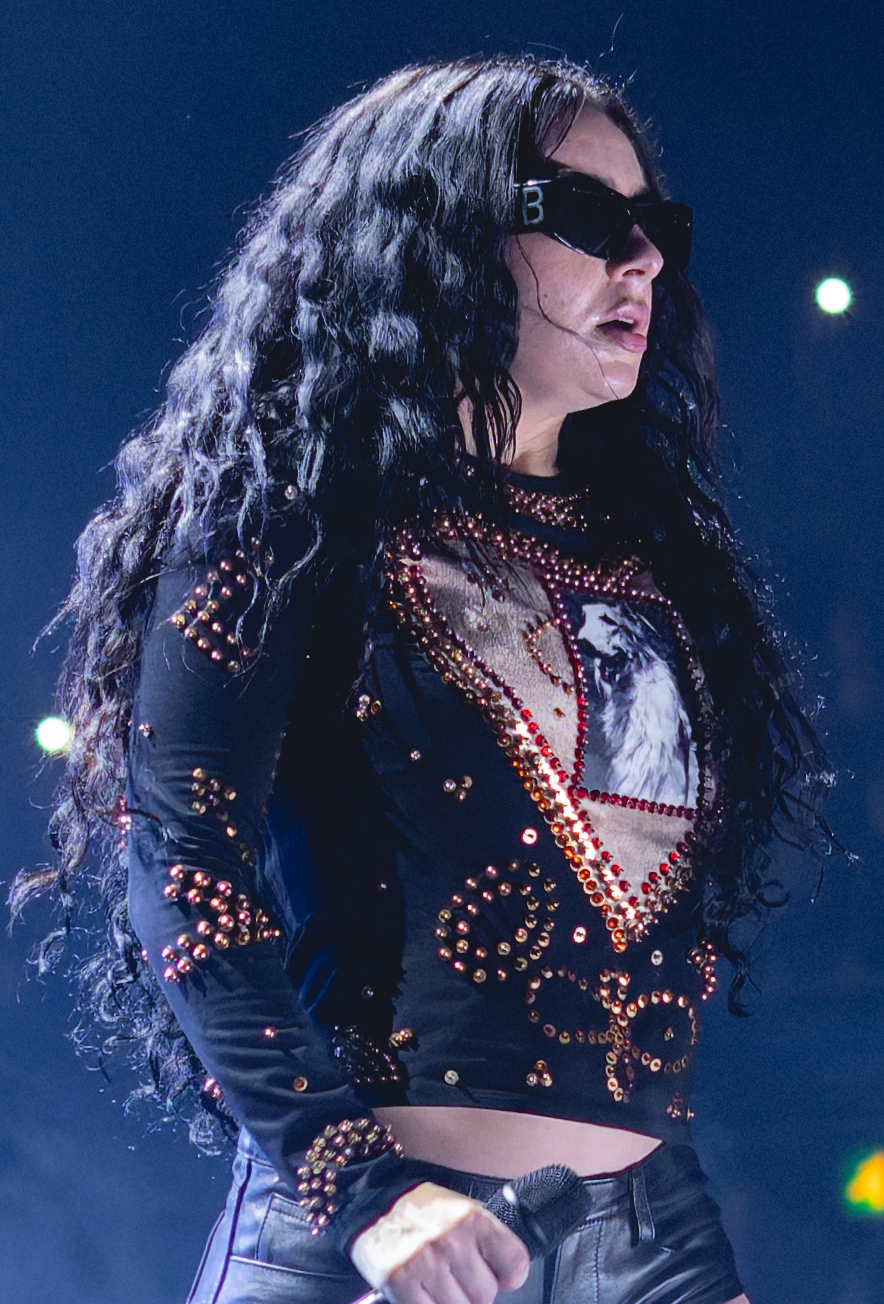
Charli XCX venceu o Brit Awards de 2025 na categoria de Álbum Britânico do Ano com seu álbum Brat.

- 1 de março – no Brit Awards de 2025, Charli XCX venceu cinco de suas seis indicações na premiação, incluindo Artista Britânico do Ano.[7]
- 2 de março – no Oscar de 2025, o músico Daniel Blumberg venceu na categoria de Melhor Trilha Sonora com o filme "O Brutalista".[8]
- 17 de março – aconteceu a 12ª edição do iHeartRadio Music Awards de 2025 no Teatro Dolby.[9]
- 28 a 30 de março – aconteceu o Festival Lollapalooza Brasil 2025, que contou com Olivia Rodrigo, Shawn Mendes e Justin Timberlake como atrações principais. A edição deste ano reuniu um público de mais de 240 mil pessoas ao longo dos três dias de evento. Além dos três artistas já mencionados, o festival também teve como atrações principais Rüfüs du Sol, Alanis Morissette e Tool. Ao todo, 16 artistas se apresentaram no Brasil pela primeira vez, incluindo Tate McRae e o indicado a artista revelação do Grammy 2025, Benson Boone. Entre as atrações brasileiras, destacaram-se Jão, Sepultura e Terno Rei.[10]

### Maio
- 3 de maio – ocorreu no Rio de Janeiro a segunda edição de Todo Mundo no Rio com a apresentação da cantora Lady Gaga, de acordo com a prefeitura do Rio o evento reuniu um público de mais de 2,1 milhões de pessoas, batendo o recorde histórico de público para uma cantora feminina.[11]
- 17 de maio – com a canção "Wasted Love", o cantor austríaco Johannes Pietsch foi o vencedor da edição de 2025 do Festival Eurovisão da Canção.[12]
- 26 de maio – o American Music Awards retornou para sua 51ª edição no Peacock Theater, após um hiato de dois anos. A cantora norte-americana Billie Eilish foi a grande vencedora da noite, levando prêmios em diversas categorias, incluindo Artista do Ano, Álbum do Ano e Canção do Ano. Gracie Abrams foi premiada como Artista Revelação.[13]

### Junho
- 5 de junho – ocorreu o festival Primavera Sound em Barcelona, com as vencedoras do Grammy Awards de 2025, Charli XCX, Sabrina Carpenter e Chappell Roan como atrações.[14]
- 14 de junho – "Freed from Desire" da cantora italiana Gala se tornou o tema de abertura do novo Mundial de Clubes da FIFA, registrando um aumento de 854% nas reproduções no Spotify somente no Brasil.[15][16]

### Julho
- 5 de julho – a banda Black Sabbath se reuniu pela última vez para um show de despedida, que foi realizado durante um festival beneficente em Birmingham, na Inglaterra.[17]
- 11 de julho – Justin Bieber lançou seu sétimo álbum de estúdio, Swag, após 4 anos de hiato na carreira para tratar da doença de Lyme.[18]

### Setembro
- 6 a 14 de setembro – acontecerá a segunda edição do festival The Town no Brasil, que contará com nomes como Katy Perry, Travis Scott, Mariah Carey, Green Day e Backstreet Boys como atrações.[19]
- 7 de setembro - ocorrerá a edição de 2025 do MTV Video Music Awards.[20]

### Novembro
- 17 de novembro – ocorrerá a cerimônia de premiação Billboard Music Awards.[21]
- 28 e 29 de novembro – acontecerá a edição de 2025 do Mama Awards, no Kai Tak Sports Park em Hong Kong.[22]

## Premiações
Principais premiações musicais do ano de 2025.
| Grammy Awards de 2025 (Estados Unidos) |
| --- |
| Gravação do Ano: "Not Like Us" de Kendrick Lamar • Álbum do Ano: Cowboy Carter de Beyoncé • Canção do Ano: "Not Like Us" de Kendrick Lamar • Artista Revelação: Chappell Roan |
| Brit Awards de 2025 (Reino Unido) |
| Álbum do Ano: Brat de Charli XCX • Canção do Ano: "Guess" de Charlie XCX e Billie Eilish • Artista Revelação: The Last Dinner Party • Artista do Ano: Charlie XCX • Grupo do Ano: Ezra Collective                                                                                   |
| iHeartRadio Music Awards de 2025 (Estados Unidos) |
| Canção do Ano: "Beautiful Things" de Benson Boone • Artista do Ano: Taylor Swift • Melhor Colaboração: "Die with a Smile" de Lady Gaga e Bruno Mars • Artista Revelação de Pop: Teddy Swims                                                                                         |
| Juno Awards de 2025 (Canadá) |
| Artista do Ano: Tate McRae • Single do Ano: • "Exes" de Tate McRae • Álbum do Ano: Think Later de Tate McRae • Álbum Classico do Ano: Freezing de Emily D’Angelo • Single de Rap do Ano: "Shut Up" de Jessie Reyez                                                                  |
| Play - Prémios da Música Portuguesa 2025 (Portugal) |
| Melhor Grupo: Calema • Canção do Ano: "Garota" de Maninho e Marisa Liz • Melhor Álbum: O Próprio de Dillaz • Melhor Artista Masculino: Slow J • Melhor Artista Feminina: Bárbara Bandeira • Artista Revelação: Bluay • Prémio Lusofonia: "Cavalinho" de Pedro Sampaio e Gasparzinho |
| American Music Awards de 2025 (Estados Unidos) |
| Artista do Ano: Billie Eilish • Artista Revelação do Ano: Gracie Abrams • Álbum do Ano: Hit Me Hard and Soft - Billie Eilish • Canção do Ano: "Birds of a Feather" - Billie Eilish                                                                                                  |
| Prêmio Multishow de Música Brasileira 2025 (Brasil) |
| ASA |
| Prêmio da Música Brasileira de 2025 (Brasil) |
| Artista MPB: João Bosco • Artista Pop: Liniker • Artista Rock: Black Pantera • Artista Funk: Valesca Popozuda • Artista Samba: Zeca Pagodinho • Artista Sertanejo: João Gomes • Artista Revelação: Os Garotin                                                                       |
| MAMA Awards 2025 (Coreia do Sul) |
| ASA |
| MTV Video Music Awards de 2025 (Estados Unidos) |
| ASA |
| Festival Eurovisão da Canção 2025 (Europa) |
| País vencedor: Áustria • Artista: Johannes Pietsch |
| Academy of Country Music Awards 2025 (Estados Unidos) |
| Artista do Ano: Lainey Wilson • Álbum do Ano: Whirlwind - Lainey Wilson • Grupo do Ano: Old Dominion • Single do Ano: "You Look Like You Love Me" - Ella Langley e Riley Green |

## Formações

### Grupos formados
- XLOV[24]
- Hearts2Hearts[25]
- 1Verse[26]

### Retornos
- Alabama Shakes[27]
- Black Sabbath[28]
- Fountains of Wayne[29]
- GFriend[30]
- I Killed The Prom Queen[31]
- Momoland[32]
- Rilo Kiley[33]
- t.A.T.u.[34]
- The Click Five[35]
- Clipse[36]

### Artistas solos
- Mark[37]
- Minnie[38]
- Yeji[39]

### Grupos dissolvidos
- Amadou & Mariam[40]
- Arashi[41]
- BiS[42]
- Black Sabbath[43]
- Death Grips[44]
- Kat-Tun[45]
- Mew[46]
- Necrodeath[47]
- Orange Goblin[48]
- Purple Kiss[49]
- REO Speedwagon[50]
- Sum 41[51]
- The Searchers[52]
- Tokio[53]

### Grupos em hiato
- Angra[54]
- Crossfaith[55]
- Code Orange[56]

## Lançamentos de álbuns
Lista de álbuns e EPs lançados em 2025.

### Janeiro
| Lançamento    | Artista         | Álbum                                      | Ref    |
| ------------- | --------------- | ------------------------------------------ | ------ |
| 3 de janeiro  | Lil Baby        | WHAM                                       | [ 57 ] |
| 5 de janeiro  | Bad Bunny       | Debí Tirar Más Fotos                       | [ 58 ] |
| 10 de janeiro | Franz Ferdinand | The Human Fear                             | [ 59 ] |
| 10 de janeiro | Ringo Starr     | Look Up                                    | [ 60 ] |
| 17 de janeiro | Mac Miller      | Balloonerism                               | [ 61 ] |
| 24 de janeiro | FKA Twigs       | Eusexua                                    | [ 62 ] |
| 24 de janeiro | JoJo            | NGL                                        | [ 63 ] |
| 24 de janeiro | Teddy Swims     | I've Tried Everything but Therapy (Part 2) | [ 64 ] |
| 24 de janeiro | Kane Brown      | The High Road                              | [ 65 ] |
| 28 de janeiro | BK              | Diamantes, Lágrimas e Rostos Para Esquecer | [ 66 ] |
| 31 de janeiro | Kim Wilde       | Closer                                     | [ 67 ] |
| 31 de janeiro | Tyga            | NSFW                                       | [ 68 ] |
| 31 de janeiro | The Weeknd      | Hurry Up Tomorrow                          | [ 69 ] |
| 31 de janeiro | J. Eskine       | O Que Bate É Maluquice                     | [ 70 ] |

### Fevereiro
| Lançamento      | Artista(s)             | Álbum                                           | Ref    |
| --------------- | ---------------------- | ----------------------------------------------- | ------ |
| 7 de fevereiro  | Olly Alexander         | Polari                                          | [ 71 ] |
| 7 de fevereiro  | Nessa Barrett          | Aftercare Deluxe                                | [ 72 ] |
| 14 de fevereiro | Alessia Cara           | Love & Hyperbole                                | [ 73 ] |
| 14 de fevereiro | Jisoo                  | Amortage                                        | [ 74 ] |
| 14 de fevereiro | Manic Street Preachers | Critical Thinking                               | [ 75 ] |
| 14 de fevereiro | Drake, PartyNextDoor   | Some Sexy Songs 4 U                             | [ 76 ] |
| 20 de fevereiro | Oruam                  | Liberdade                                       | [ 77 ] |
| 21 de fevereiro | Tate McRae             | So Close to What                                | [ 78 ] |
| 21 de fevereiro | Imagine Dragons        | Reflections (from the Vault of Smoke + Mirrors) | [ 79 ] |
| 28 de fevereiro | Lisa                   | Alter Ego                                       | [ 80 ] |

### Março
| Lançamento  | Artista(s)                 | Álbum                                        | Ref    |
| ----------- | -------------------------- | -------------------------------------------- | ------ |
| 7 de março  | Lady Gaga                  | Mayhem                                       | [ 81 ] |
| 7 de março  | Jennie                     | Ruby                                         | [ 82 ] |
| 7 de março  | YoungBoy Never Broke Again | More Leaks                                   | [ 83 ] |
| 10 de março | Yeji                       | Air                                          | [ 84 ] |
| 13 de março | Djonga                     | Quanto Mais Eu Como, Mais Fome Eu Sinto      | [ 85 ] |
| 14 de março | Playboi Carti              | I Am Music                                   | [ 86 ] |
| 18 de março | Fernanda Brum              | Milagre                                      | [ 87 ] |
| 21 de março | Selena Gomez, Benny Blanco | I Said I Love You First                      | [ 88 ] |
| 21 de março | Stray Kids                 | Mixtape: Dominate                            | [ 89 ] |
| 27 de março | Xuxa                       | Xuxa Só para Baixinhos 14: Cores             | [ 90 ] |
| 28 de março | Ariana Grande              | Eternal Sunshine Deluxe: Brighter Days Ahead | [ 91 ] |
| 28 de março | Mumford & Sons             | Rushmere                                     | [ 92 ] |
| 28 de março | Will Smith                 | Based on a True Story                        | [ 93 ] |
| 28 de março | Underoath                  | The Place After This One                     | [ 94 ] |
| 31 de março | Marina Sena                | Coisas Naturais                              | [ 95 ] |

### Abril
| Lançamento  | Artista(s)                      | Álbum                                                    | Ref     |
| ----------- | ------------------------------- | -------------------------------------------------------- | ------- |
| 1 de abril  | Skrillex                        | Fuck U Skrillex You Think Ur Andy Warhol but Ur Not!! <3 | [ 96 ]  |
| 4 de abril  | Boi Garantido                   | Boi do Povo, Boi do Povão                                | [ 97 ]  |
| 4 de abril  | Elton John e Brandi Carlile     | Who Believes in Angels?                                  | [ 98 ]  |
| 4 de abril  | Tiësto                          | Cool 'N Calm                                             | [ 99 ]  |
| 4 de abril  | Panchiko                        | Ginkgo                                                   | [ 100 ] |
| 11 de abril | Bon Iver                        | Sable, Fable                                             | [ 101 ] |
| 11 de abril | The Driver Era                  | Obsession                                                | [ 102 ] |
| 18 de abril | Wiz Khalifa                     | Kush + Orange Juice 2                                    | [ 103 ] |
| 18 de abril | João Gomes, Jota.pê e Mestrinho | Dominguinho                                              | [ 104 ] |
| 24 de abril | Cazzu                           | Latinaje                                                 | [ 105 ] |
| 25 de abril | Machine Head                    | Unatoned                                                 | [ 106 ] |
| 25 de abril | Ghost                           | Skeletá                                                  | [ 107 ] |
| 25 de abril | Coco Jones                      | Why Not More?                                            | [ 108 ] |
| 25 de abril | Smokey Robinson                 | What the World Needs Now                                 | [ 109 ] |
| 27 de abril | Snoop Dogg                      | Altar Call                                               | [ 110 ] |
| 29 de abril | Kanye West                      | Donda 2                                                  | [ 111 ] |

### Maio
| Lançamento | Artista(s)     | Álbum                                                             | Ref     |
| ---------- | -------------- | ----------------------------------------------------------------- | ------- |
| 5 de maio  | F5ve           | Sequence 01                                                       | [ 112 ] |
| 9 de maio  | PinkPantheress | Fancy That                                                        | [ 113 ] |
| 9 de maio  | Kali Uchis     | Sincerely                                                         | [ 114 ] |
| 15 de maio | Sorriso Maroto | Sorriso Eu Gosto no Pagode Vol. 3 – Homenagem ao Fundo de Quintal | [ 115 ] |
| 16 de maio | Avicii         | Avicii Forever                                                    | [ 116 ] |
| 16 de maio | Britney Spears | Oops!... I Did It Again (relançamento)                            | [ 117 ] |
| 16 de maio | MØ             | Plæygirl                                                          | [ 118 ] |
| 16 de maio | Sofi Tukker    | Butter                                                            | [ 119 ] |
| 18 de maio | Fernanda Brum  | Milagre                                                           | [ 120 ] |
| 21 de maio | Raimundos      | XXX                                                               | [ 121 ] |
| 23 de maio | Joe Jonas      | Music for People Who Believe in Love                              | [ 122 ] |
| 26 de maio | Luedji Luna    | Um Mar Pra Cada Um                                                | [ 123 ] |
| 30 de maio | Miley Cyrus    | Something Beautiful                                               | [ 124 ] |
| 30 de maio | Garbage        | Let All That We Imagine Be the Light                              | [ 125 ] |

### Junho
| Lançamento  | Artista(s)                   | Álbum                                    | Ref     |
| ----------- | ---------------------------- | ---------------------------------------- | ------- |
| 6 de junho  | Addison Rae                  | Addison                                  | [ 126 ] |
| 6 de junho  | Lil Wayne                    | Tha Carter VI                            | [ 127 ] |
| 6 de junho  | Marianne Faithfull           | Burning Moonlight                        | [ 128 ] |
| 6 de junho  | Marina                       | Princess of Power                        | [ 129 ] |
| 13 de junho | Ateez                        | Golden Hour: Part.3                      | [ 130 ] |
| 18 de junho | Stray Kids                   | Hollow                                   | [ 131 ] |
| 20 de junho | Karol G                      | Tropicoqueta                             | [ 132 ] |
| 20 de junho | Benson Boone                 | American Heart                           | [ 133 ] |
| 27 de junho | Armin Van Burren             | Breathe                                  | [ 134 ] |
| 27 de junho | Lorde                        | Virgin                                   | [ 135 ] |
| 27 de junho | Hans Zimmer, vários artistas | F1 the Album                             | [ 136 ] |
| 27 de junho | Barbra Streisand             | The Secret of Life: Partners, Volume Two | [ 137 ] |
| 27 de junho | King Combs e Kanye West      | Never Stop                               | [ 138 ] |

### Julho
| Lançamento  | Artista(s)                         | Álbum                           | Ref     |
| ----------- | ---------------------------------- | ------------------------------- | ------- |
| 4 de julho  | Kesha                              | Period                          | [ 139 ] |
| 11 de julho | Justin Bieber                      | Swag                            | [ 140 ] |
| 11 de julho | Twice                              | This Is For                     | [ 141 ] |
| 11 de julho | Clipse                             | Let God Sort Em Out             | [ 142 ] |
| 11 de julho | Zombies 4: Dawn of the Vampires    | Zombies 4: Dawn of the Vampires | [ 143 ] |
| 18 de julho | Alex Warren                        | You'll Be Alright, Kid          | [ 144 ] |
| 18 de julho | Michael Giacchino, vários artistas | The Fantastic Four: First Steps | [ 145 ] |
| 21 de julho | Tyler, the Creator                 | Don't Tap the Glass             | [ 146 ] |
| 25 de julho | Madonna                            | Veronica Electronica            | [ 147 ] |
| 25 de julho | YoungBoy Never Broke Again         | MASA                            | [ 148 ] |
| 25 de julho | Freddie Gibbs e the Alchemist      | Alfredo 2                       | [ 149 ] |

### Agosto
| Lançamento   | Artista(s)                             | Álbum                                             | Ref     |
| ------------ | -------------------------------------- | ------------------------------------------------- | ------- |
| 8 de agosto  | Jonas Brothers                         | Greetings from Your Hometown                      | [ 150 ] |
| 12 de agosto | YoungBoy Never Broke Again e DJ Khaled | Deshawn                                           | [ 151 ] |
| 15 de agosto | Conan Gray                             | Wishbone                                          | [ 152 ] |
| 15 de agosto | Maroon 5                               | Love Is Like                                      | [ 153 ] |
| 22 de agosto | Ava Max                                | Don't Click Play                                  | [ 154 ] |
| 22 de agosto | Laufey                                 | A Matter of Time                                  | [ 155 ] |
| 22 de agosto | Deftones                               | Private Music                                     | [ 156 ] |
| 22 de agosto | Ciara                                  | CiCi                                              | [ 157 ] |
| 22 de agosto | Joelma                                 | Isso é Calypso Tour Portugal: uma Noite Amazônica | [ 158 ] |
| 26 de agosto | Thalía                                 | En éxtasis (relançamento)                         | [ 159 ] |
| 26 de agosto | Thalía                                 | Arrasando (relançamento)                          | [ 160 ] |
| 26 de agosto | Thalía                                 | El Sexto Sentido (relançamento)                   | [ 161 ] |
| 29 de agosto | Sabrina Carpenter                      | Man's Best Friend                                 | [ 162 ] |
| 29 de agosto | Halsey                                 | Badlands (relançamento)                           | [ 163 ] |

### Setembro
| Lançamento     | Artista(s)        | Álbum           | Ref     |
| -------------- | ----------------- | --------------- | ------- |
| 5 de setembro  | Martin Garrix     | Origo           | [ 164 ] |
| 5 de setembro  | DJ Snake          | Nomad           | [ 165 ] |
| 12 de setembro | Ed Sheeran        | Play            | [ 166 ] |
| 12 de setembro | Twenty One Pilots | Breach          | [ 167 ] |
| 19 de setembro | Cardi B           | Am I the Drama? | [ 168 ] |
| 26 de setembro | Kanye West        | Bully           | [ 169 ] |
| 26 de setembro | Mariah Carey      | Here for It All | [ 170 ] |
| 26 de setembro | Doja Cat          | Vie             | [ 171 ] |
| 26 de setembro | Zara Larsson      | Midnight Sun    | [ 172 ] |

### Outubro
| Lançamento    | Artista(s)   | Álbum                          | Ref     |
| ------------- | ------------ | ------------------------------ | ------- |
| 3 de outubro  | Taylor Swift | The Life of a Showgirl         | [ 173 ] |
| 25 de outubro | Madonna      | Bedtime Stories (relançamento) | [ 174 ] |

### Dezembro
| Lançamento    | Artista(s)     | Álbum       | Ref     |
| ------------- | -------------- | ----------- | ------- |
| 5 de dezembro | Zac Brown Band | Love & Fear | [ 175 ] |

### Sem data de lançamento
| A ser anunciada | Artista(s)   | Álbum                   | Ref     |
| --------------- | ------------ | ----------------------- | ------- |
| ASA             | ASAP Rocky   | Don't Be Dumb           | [ 176 ] |
| ASA             | Benee        | ASA                     | [ 177 ] |
| ASA             | Blackpink    | ASA                     | [ 178 ] |
| ASA             | Charlie Puth | ASA                     | [ 179 ] |
| ASA             | Demi Lovato  | ASA                     | [ 180 ] |
| ASA             | Kanye West   | In a Perfect World      | [ 181 ] |
| ASA             | Lana Del Rey | Álbum sem nome definido | [ 182 ] |
| ASA             | Madonna      | ASA                     | [ 183 ] |
| ASA             | Nicki Minaj  | Pink Friday 3           | [ 184 ] |
| ASA             | Rosalía      | ASA                     | [ 185 ] |
| ASA             | Saweetie     | Pretty Bitch Music      | [ 186 ] |
| ASA             | The Cure     | ASA                     | [ 187 ] |

## Mortes
Morte de profissionais relacionados ao mundo musical que ocorreram em 2025.

### Janeiro
- 1 – Leo Dan, 82, cantor, compositor e ator argentino.[188] (n. 1942)
- 3
  - Brenton Wood, 83, cantor e compositor norte-americano.[189] (n. 1941)
  - Willem van Kooten, 83, empresário e dj de rádio holandês.[190] (n. 1941)
- 5 – The Vivienne, 32, ator e cantor britânico.[191] (n. 1992)
- 7 – Carlos Pitta, 69, cantor, compositor e pesquisador brasileiro.[192] (n. 1955)
- 10 – Sam Moore, 89, cantor e compositor americano de soul da dupla Sam & Dave.[193] (n. 1935)
- 11 – Gildinho, 82, cantor e acordeonista brasileiro.[194] (n. 1942)
- 13 – Fernanda Maria, 87, cantora e fadista portuguesa.[195] (n. 1937)
- 18
  - Luizinho Andanças, 61, cantor, compositor e intérprete de samba-enredo brasileiro.[196] (n. 1963)
  - Zé Glória, 72, compositor brasileiro.[197] (n. 1952)
- 20 – Garth Hudson, 87, multi-instrumentista canadense.[198] (n. 1937)
- 24 – Unk, 43, DJ e rapper norte-americano.[199] (n. 1981)
- 29 – Zuzuca do Salgueiro, 89, cantor e compositor brasileiro.[200] (n. 1936)
- 30 – Marianne Faithfull, 78, cantora, atriz e compositora britânica.[201] (n. 1946)

### Fevereiro
- 5
  - Dave Jerden, 75, produtor musical norte-americano.[202] (n. 1949)
  - Mike Ratledge, 81, tecladista britânico, ex-integrante da banda Soft Machine.[203] (n. 1943)

- 6 – Vital Farias, 82, cantor e compositor brasileiro.[204] (n. 1943)
- 9 – Edith Mathis, 86, soprano e professora suíça.[205] (n. 1938)
- 15 – Alceu Pires, 82, cantor e compositor brasileiro.[206] (n. 1942)
- 17
  - Paquita la del Barrio, 77, cantora e atriz mexicana.[207] (n. 1947)
  - Rick Buckler(en), 69, baterista britânico, ex-integrante da banda The Jam.[208] (n. 1955)
  - Jamie Muir(en), 82, percussionista escocês, ex-integrante da banda King Crimson.[209] (n. 1945)
- 22 – Lílian Knapp, 76, cantora e compositora brasileira.[210] (n. 1948)
- 24
  - Roberta Flack, 88, cantora, pianista e compositora norte-americana.[211] (n. 1937)
  - Ricardo Kanji, 76, flautista, maestro e violeiro brasileiro.[212] (n. 1948)
  - Robert John, 79, cantor e compositor norte-americano.[213] (n. 1946)
- 28 – David Johansen, 75, cantor, compositor e ator norte-americano, ex-integrante da banda New York Dolls.[214] (n. 1950)

### Março
- 1
  - Angie Stone, 63, cantora, compositora e produtora musical norte-americana.[215] (n. 1961)
  - Joey Molland, 77, guitarrista e compositor britânico, ex-integrante da banda Badfinger.[216] (n. 1947)
- 4 – Roy Ayers, 84, compositor e vibrafonista norte-americano.[217] (n. 1940)
- 5 – Randy Brown, 72, cantor norte-americano.[218] (n. 1952)
- 7 – D'wayne Wiggins, 64, cantor, guitarrista, produtor e compositor norte-americano, ex-integrante da banda Tony! Toni! Toné!.[219] (n. 1961)
- 10 – Wheesung, 43, cantor, compositor e produtor musical sul-coreano.[220] (n. 1982)
- 11 – Bob Rivers, 68, cantor e DJ norte-americano.[221] (n. 1956)
- 13 – Sofia Gubaidulina, 93, compositora russa.[222] (n. 1931)
- 18 – Bedros Kirkorov, 92, cantor, compositor e maestro búlgaro.[223] (n. 1932)
- 21 – Larry Tamblyn, 82, cantor e tecladista norte-americano, ex-integrante da banda The Standells.[224] (n. 1943)
- 29 – Richard Chamberlain, 90, cantor e ator norte-americano.[225] (n. 1934)

### Abril
- 1 – Johnny Tillotson, 86, cantor e compositor norte-americano.[226] (n. 1938)
- 6 – Antônio Barros, 95, cantor, compositor e poeta brasileiro.[227] (n. 1930)
- 11 – Max Romeo, 77, cantor e compositor jamaicano.[228] (n. 1947)
- 17 – Nuno Guerreiro, 52, cantor e músico português.[229] (n. 1972)
- 18 – Clodagh Rodgers, 78, cantora e atriz britânica.[230] (n. 1947)
- 20 – Cristina Buarque, 74, cantora e compositora brasileira.[231] (n. 1950)
- 24 – Edy Star, 87, cantor, compositor e dançarino brasileiro.[232] (n. 1938)
- 26 – Mauro Motta, 77, compositor e produtor musical brasileiro.[233] (n. 1948)
- 28
  - Brian Montana, 60, guitarrista norte-americano, ex-integrante da banda Possessed.[234] (n. 1965)
  - Mike Peters, 66, cantor e compositor galês, ex-integrante da banda The Alarm.[235] (n. 1959)

### Maio
- 1 – Nana Caymmi, 84, cantora e compositora brasileira.[236] (n. 1941)
- 7 – Tarcys Andrade, 70, cantor e compositor brasileiro.[237] (n. 1955)
- 12 – Ernst Mahle, 96, compositor e maestro teuto-brasileiro.[238] (n. 1929)
- 15 – Charles Strouse, 96, compositor e letrista norte-americano.[239] (n. 1928)
- 16 – Maria Lúcia Godoy, 100, cantora lírica brasileira.[240] (n. 1924)
- 24 – Wilson Aragão, 75, cantor e compositor brasileiro.[241] (n. 1950)
- 26 – Rick Derringer, 77, cantor e guitarrista norte-americano.[242] (n. 1947)
- 28 – Per Nørgård, compositor e teórico musical dinamarquês.[243] (n. 1932)
- 29 – Alf Clausen, 84, compositor norte-americano.[244] (n. 1941)

### Junho
- 3 – Arthur Hamilton, 98, compositor norte-americano.[245] (n. 1926)
- 9 – Sly Stone, 82, compositor, cantor e produtor musical norte-americano.[246] (n. 1943)
- 11 – Brian Wilson, 82, cantor e compositor norte-americano, ex-integrante da banda Beach Boys.[247] (n. 1942)
- 13 – Bira Presidente, 88, compositor, cantor e percussionista brasileiro, ex-integrante do grupo Fundo de Quintal.[248] (n. 1937)
- 16
  - Hélio Delmiro, 78, guitarrista e violinista brasileiro.[249] (n. 1947)
  - Patti Drew, 80, cantora norte-americana.[250] (n. 1944)
- 17 – Alfred Brendel, 94, pianista, poeta e compositor austríaco.[251] (n. 1931)
- 18 – Lou Christie, 82, cantor e compositor norte-americano.[252] (n. 1943)
- 26 – Lalo Schifrin, 93, pianista e compositor argentino-americano.[253] (n. 1932)
- 27 – Anísio Mello Júnior, 59, cantor, baixista e compositor brasileiro.[254] (n. 1965)
- 30 – Mary Terezinha, 79, cantora, compositora e acordeonista brasileira.[255] (n. 1946)

### Julho
- 1 – Jimmy Swaggart, 90, cantor e teólogo norte-americano.[256] (n. 1935)
- 4 – Luís Jardim, 75, percussionista e produtor musical português.[257] (n. 1950)
- 12 – Sol, 69, cantora brasileira.[258] (n. 1955)
- 16 – Connie Francis, 87, cantora e atriz norte-americana.[259] (n. 1937)
- 18
  - Florência, 86, cantora portuguesa.[260] (n. 1938)
  - Roger Norrington, 91, maestro britânico.[261] (n. 1934)
- 20
  - Preta Gil, 50, cantora e atriz brasileira.[262] (n. 1974)
  - Malcolm-Jamal Warner, 54, ator, músico e poeta norte-americano.[263] (n. 1970)
- 22
  - Ozzy Osbourne, 76, cantor e compositor britânico, ex-integrante da banda Black Sabbath.[264] (n. 1948)
  - Chuck Mangione, 84, trompetista e compositor norte-americano.[265] (n. 1940)
- 25 – Célio Roberto, 79, cantor e compositor brasileiro.[266] (n. 1945)
- 26 – Tom Lehrer, 97, cantor, compositor e comediante norte-americano.[267] (n. 1928)
- 29 – Paul Day, 69, cantor britânico, ex-integrante da banda Iron Maiden.[268] (n. 1956)
- 31 – Flaco Jiménez, 86, músico e acordeonista norte-americano.[269] (n. 1939)

### Agosto
- 2 – Howie Tee, 61, DJ e produtor musical inglês.[270] (n. 1943)
- 4 – Terry Reid, 75, cantor e guitarrista inglês, ex-integrante da banda Peter Jay and the Jaywalkers (en).[271] (n. 1949)
- 8 – Arlindo Cruz, 66, cantor e sambista brasileiro, ex-integrante do grupo Fundo de Quintal. [272] (n. 1958)
- 9 – Nobuo Yamada, 61, cantor e compositor japonês, ex-integrante da banda MAKE-UP.[273] (n. 1964)
- 10 – Bobby Whitlock, 77, músico e compositor norte-americano, ex-integrante da banda Derek and the Dominos.[274] (n. 1948)
- 11
  - Natan Brito, 62, cantor, compositor e produtor musical brasileiro, ex-integrante do grupo Banda & Voz.[275] (n. 1963)
  - Sheila Jordan, 96, cantora e compositora norte-americana.[276] (n. 1928)
- 14 – Mário Martins, 90, produtor musical e pesquisador de talentos português.[277] (n. 1934)

## Paradas musicais
Principais paradas musicais de 2025.
- Lista de singles número um na Brasil Hot 100 em 2025
- Lista de singles número um na Billboard Hot 100 em 2025
- Álbuns número um na Billboard 200 em 2025